# Бріуд (округ)
Округ Бріуд (фр. Arrondissement de Brioude) — округ у Франції, в департаменті Верхня Луара. 2023 року округ об'єднував 111 муніципалітетів, населення становило 44 894 особи.
Адміністративний центр (супрефектура) — Бріуд.

## Муніципалітети
Список муніципалітетів округу:
1. Азера
2. Аллі
3. Анья
4. Арле
5. Бербезі
6. Блассак
7. Блель
8. Бомон
9. Боннваль
10. Бріуд
11. Бурнонкль-Сен-П'єрр
12. Валь-ле-Шастель
13. Вантеж
14. Везезу
15. Вергонгеон
16. В'єй-Бріуд
17. Вільнев-д'Альє
18. Віссак-Отейрак
19. Грез
20. Греньє-Монгон
21. Деж
22. Домейра
23. Еспалем
24. Еспланта-Вазей
25. Жавог
26. Жакс
27. Жоза
28. Коад
29. Колла
30. Коннангль
31. Кронс
32. Кутеж
33. Кюбель
34. Ла-Бессейр-Сен-Марі
35. Ла-Шапель-Женест
36. Ла-Шез-Дьє
37. Ла-Шометт
38. Лаваль-сюр-Дулон
39. Лаводьє
40. Лавут-Шіак
41. Ламд-сюр-Алланьон
42. Ламот
43. Ланжак
44. Леотуен
45. Лорланж
46. Любіак
47. Мазейра-д'Альє
48. Мазера-Оруз
49. Мальв'єр
50. Меркер
51. Моністроль-д'Альє
52. Монклар
53. Обаза
54. Овер
55. Озон
56. Отрак
57. Пебрак
58. Піноль
59. Полаге
60. Полак
61. Прад
62. Сальзюї
63. Самбадель
64. Сен-Берен
65. Сен-Бозір
66. Сен-Венеран
67. Сен-Вер
68. Сен-Дідьє-сюр-Дулон
69. Сен-Жерон
70. Сен-Жорж-д'Орак
71. Сен-Жульєн-де-Шаз
72. Сен-Жуст-пре-Бріуд
73. Сен-Ілер
74. Сен-Кристоф-д'Альє
75. Сен-Лоран-Шабреж
76. Сен-Паль-де-Сенуїр
77. Сен-Прежет-Армандон
78. Сен-Преже-д'Альє
79. Сен-Прива-дю-Драгон
80. Сен-Сірг
81. Сент-Аркон-д'Альє
82. Сент-Ежені-де-Вільнев
83. Сент-Етьєнн-сюр-Блель
84. Сент-Ійпіз
85. Сент-Маргерит
86. Сент-Остремуан
87. Сент-Флорин
88. Серза
89. Сістрієр
90. Сог
91. Сьйог-Сент-Марі
92. Таяк
93. Тора
94. Торсьяк
95. Фелін
96. Феррюссак
97. Фонтанн
98. Фрюжер-ле-Мін
99. Фрюж'єр-ле-Пен
100. Шаваньяк-Лафаєтт
101. Шазель
102. Шамбезон
103. Шампаньяк-ле-В'є
104. Шаналей
105. Шантеж
106. Шанья
107. Шарре
108. Шассань
109. Шассіньоль
110. Шастель
111. Шіак